# Macrolepiota albuminosa
Macrolepiota albuminosa är en svampart som först beskrevs av Miles Joseph Berkeley, och fick sitt nu gällande namn av David Norman Pegler 1972. Macrolepiota albuminosa ingår i släktet Macrolepiota och familjen Agaricaceae.   Inga underarter finns listade i Catalogue of Life.